# Sellafield MOX Plant
Die Sellafield MOX Plant (abgekürzt: SMP) ist eine kerntechnische Anlage in Großbritannien, in der plutoniumhaltige Brennelemente (MOX-Brennelemente) für Leichtwasserreaktoren ausländischer Kunden hergestellt werden. Die Anlage wird von Sellafield Ltd, einer 100%igen Tochter des Konsortiums Nuclear Management Partners, im Auftrag der Nuclear Decommissioning Authority (NDA) betrieben. Sie befindet sich auf dem Gelände des kerntechnischen Zentrums Sellafield in der Grafschaft Cumbria an der Westküste Englands.

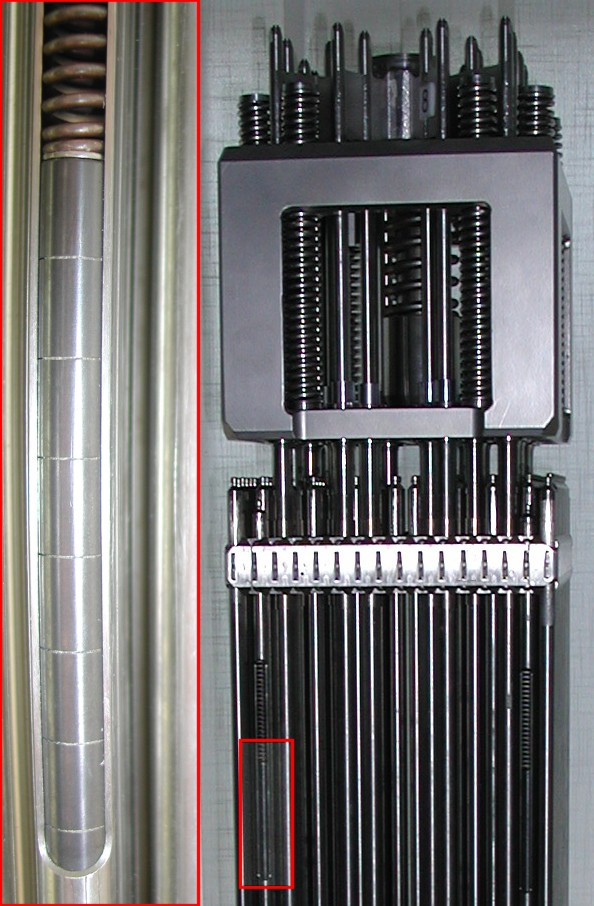
Kopfbereich eines Brennelementes. Ausschnitt links: Uran-Tabletten (Pellets) in den Brennstäben

## Produktionsverfahren
Kernstück des Herstellungsverfahrens ist die in Großbritannien entwickelte Art der Pulverherstellung, die als „Short Binderless Route“ bezeichnet wird. Dabei wird das spaltbare Plutonium – ähnlich wie Uran-235 im konventionellen UO2-Brennstoff – homogen im mikroskopischen Maßstab im Pellet verteilt. Das Plutoniumdioxid stammt im Wesentlichen aus der ebenfalls in Sellafield befindlichen THORP-Anlage, es sind jedoch auch Vorkehrungen getroffen, um Plutonium aus der Magnox-Wiederaufarbeitungsanlage B205 oder von den Kunden selbst bereitgestelltes Material zu verarbeiten. Das Urandioxid, hauptsächlich abgereichertes Tails, stammt aus der Anlage in Springfields, Lancashire, heute Teil von Westinghouse Electric Company. Auch wiederaufgearbeitetes Uran (WAU) kann verarbeitet werden.

## Geschichte
Im Juni 1999 wurde erstmals Uran verarbeitet. In der zweiten Hälfte 2002 wurde mit der Stabfertigung, Anfang 2003 mit der Assemblierung begonnen. Die genehmigte Produktionskapazität beläuft sich auf 120 Tonnen Schwermetall pro Jahr. Dieser Wert erschien jedoch utopisch. Die NDA rechnete damit, dass eine Endkapazität von 40 tSM/a erreichbar ist. Im Juni 2005 wurden erstmals vier auf kommerzieller Basis produzierte MOX-Brennelemente an einen Kunden (Kernkraftwerk Beznau) ausgeliefert. Im April und November 2006 wurden jeweils vier weitere Brennelemente für Beznau ausgeliefert.
Im August 2011 gab die britische Regierung bekannt, diesen Teil der Nuklearanlage (so schnell wie möglich) schließen zu wollen; zuletzt wurden ausschließlich für Kunden aus Japan Aufträge ausgeführt. Alle deutschen Kunden haben vorsorglich Gespräche mit der französischen Firma Areva über die Kaufmöglichkeit von MOX-Brennelementen aufgenommen.
Die Zukunft der unausgelasteten Anlage schien schon länger ungewiss. Britischen Medien zufolge hat das Werk seit seiner Inbetriebnahme 2001 mehr als eine Milliarde britische Pfund (1,1 Milliarden Euro) aus Steuergeldern verschlungen. Wegen der immensen Kosten forderte Michael Meacher, von 1997 bis 2003 britischer Umweltminister, den Obersten Rechnungshof des Landes zu einer offiziellen Untersuchung auf, die jedoch nicht stattfand.

## Schließung und Rückbau
Die NDA plant die Wiederaufarbeitungsanlagen THROP im Jahr 2018 und den Maxnox Reprocessing Plant im Jahr 2020 zu schließen und zurückzubauen. Als Gründe werden die Kosten (Investitionen) für den Weiterbetrieb und die alternde Infrastruktur am Standort Sellafield genannt. In dem Zusammenhang steht auch der Rückbau des ersten (in Europa) kommerziellen Kernkraftwerks Calder Hall u. a., welches vier Magnox-Reaktoren besaß.